# Scorpaenopsis cirrosa
Scorpaenopsis cirrosa là một loài cá biển thuộc chi Scorpaenopsis trong họ Cá mù làn. Loài này được mô tả lần đầu tiên vào năm 1793.

## Từ nguyên
Tính từ định danh cirrosa bắt nguồn từ cirrus trong tiếng Latinh với nghĩa là "có xúc tu", hàm ý đề cập đến các tua thịt trên đầu và hàm dưới của loài cá này.

## Phân bố và môi trường sống
S. cirrosa có phân bố ở vùng Tây Bắc Thái Bình Dương, bao gồm Hàn Quốc, miền nam Nhật Bản (gồm cả quần đảo Ryukyu), đảo Đài Loan, Trung Quốc (dọc bờ đông đến Hồng Kông). Ở Việt Nam, loài này được ghi nhận tại bờ biển Bắc Hải Vân (Huế).
S. cirrosa sống trên các rạn san hô, mỏm đá và nền đáy cát, độ sâu khoảng 5–171 m.

## Mô tả
Chiều dài lớn nhất được ghi nhận ở S. cirrosa là 23 cm. S. cirrosa thuộc nhóm Scorpaenopsis oxycephala, đặc trưng bởi mõm dài.
Số gai vây lưng: 12; Số tia vây lưng: 8–9; Số gai vây hậu môn: 3; Số tia vây hậu môn: 5; Số tia vây ngực: 17–18.

## Sinh thái
Thức ăn của S. cirrosa là các loài cá nhỏ hơn. Ngạnh của chúng có nọc độc.